# Tram ATAC: MRS a due piani
Il tram a due piani 2P.1 dell'azienda municipale di Roma è stata una motrice monodirezionale a due piani a carrelli entrata in servizio sperimentale nel 1936. Fu l'unico tram urbano a due piani ad aver fatto servizio in Italia.

## Storia
Quando il 1º luglio 1931 avvia l'esercizio dell'autolinea Roma-Tivoli, sostitutivo dell'omonima tranvia a vapore belga, l'ATAG si trova subito a fronteggiare grossi problemi nel soddisfarne la domanda di trasporto. Per quanto scomoda, lenta ed antiquata, infatti, non c'è autobus che possa anche solo emulare la capacità di un convoglio di dieci carrozze ferroviarie. L'ATAG gioca sulla Roma-Tivoli la carta dell'autobus detto autoalveare, un veicolo a due piani a mezzo che nella sua prima versione (chiamata duplex), presenta la massima altezza di 4,30 m da terra e un allestimento interno che non si presenta con due piani nel senso comune dell'espressione, bensì con due ordini di sedili sovrapposti che imitano le celle di un alveare (donde il nome del veicolo). Forse presa dall'entusiasmo per questi veicoli, oltremodo propagandati a livello nazionale, l'azienda decide di sperimentare anche un tram costruito su tale principio, approfittando di due carrelli e un equipaggiamento al momento disponibili. Fu così che nel mese di novembre 1936 entrò a far parte del parco tranviario romano l'unico e solo tram urbano a due piani che abbia circolato in Italia, prototipo di una serie di vetture che di li a qualche anno avrebbero esercitato poche linee essenziali in una rete in larga parte filoviaria.

## Meccanica

Interni della 2P.1: SS, sedile superiore; SI, sedile inferiore; B, fossa per i piedi; G, gradini.

Si tratta di una motrice uguale alle MRS di terza serie che già dal 1933 circolano sulla rete romana, il cui allestimento interno è uno spazio unico.
I passeggeri sono disposti nel tram, che nel linguaggio ATAG è detto a due ordini di posti, non solo in sedili più o meno usuali al piano inferiore, ma anche su sedili praticamente appollaiati sulle pareti, all'altezza del piano superiore. I due piani non sono quindi separati, come usuale, in due ambienti uno inferiore e l'altro superiore, ma costituiscono un unico ambiente; i passeggeri che avessero voluto utilizzare i sedili delle due file superiori avrebbero dovuto raggiungere gli stessi mediante alcuni gradini opportunamente disposti; chi invece sedeva di sotto doveva tenere i piedi in una specie di buca sottostante al sedile. Inutile dire che il tram alveare fa ben presto la stessa fine ingloriosa degli autoalveari. I finestrini dei due piani virtuali sono poi di tipo infelicissimo, con un vetro centrale fisso e due laterali scorrevoli, ed ancora più scomoda dev'essere stata la cabina di guida, oltremodo contestata dal personale. Seguendo il criterio di alcuni autobus a due piani, denominati D.P.C. e D.P.S., la nuova vettura è immatricolata 2P.1, col punto dopo la P che indica un'abbreviazione di Due-Piani-1, pensando evidentemente di proseguire con altre vetture da denominarsi 2P.3, 2P.5 e così via.

## Equipaggiamento elettrico
È lo stesso delle MRS di terza serie. Impianto e carrelli provengono infatti dalla MRS 2233, contemporaneamente modificata con un nuovo circuito di comando sperimentale. Data la notevole altezza tutti gli apparati elettrici sono montati nel sottocassa.

## Servizio

La 2P.1 inutilizzata nelle officine centrali di Prenestina (1942).

L'esercizio si rivelò tutt'altro che semplice. A causa della sua altezza le era vietato il transito in moltissimi punti della rete, come risultava chiaro da una targhetta ben visibile sul posto di guida:
(Dall'ordine di servizio di immissione.)
Conseguenza di tali limitazioni, la vettura non poteva essere ricoverata nei depositi di porta Maggiore e di S. Paolo ed era assegnata al deposito Vittoria: in caso dovesse recarsi presso le officine centrali occorrevano speciali accorgimenti (si sarà dovuto smontare l'archetto per trainarla) ed era anche necessario eventuali rami troppo sporgenti lungo il suo percorso. La vettura fece servizio esclusivamente sulla linea 7 barrato Porta Pia, piazza Croce Rossa, Via Morgagni, piazza Bologna, viale XXI Aprile, via Nomentana, corso Sempione (Montesacro), dal novembre 1936 al maggio 1937, data della definitiva chiusura della linea tranviaria di via Nomentana, ossia per soli sei mesi. Fu successivamente accantonata alle Officine Centrali in attesa di decisioni.

## La ricostruzione

### Dal marzo 1943 al 1965

Il tram a due piani ricostruito e rinumerato 2265.

Rimasta inutilizzata per sei anni la 2P.1 torna a nuova vita nel marzo del 1943 a causa della deficienza di vetture tramviarie conseguente alla guerra in corso: ricostruita e rinumerata 2265, riprese a circolare sulla rete aziendale senza le precedenti limitazioni, essendo oramai divenuta una MRS a tutti gli effetti, anche se di carrozzeria stravagante. Nella ricostruzione, eliminato il piano superiore, si era infatti ricostruito l'imperiale con una forma oltremodo piatta, mentre si erano mantenuti gli infelici finestrini inferiori distanziati, dotandoli di finestrelle superiori parzialmente apribili. Le due piattaforme risultarono sacrificate, ed anzi la cabina di guida troppo stretta dette luogo ad innumerevoli proteste dei conducenti e fu uno dei motivi per cui verso il 1965 (la data precisa non è nota) fu nuovamente ritirata dall'esercizio e parcheggiata per la seconda volta all'interno delle officine centrali.

### Dal 1977 alla definitiva radiazione

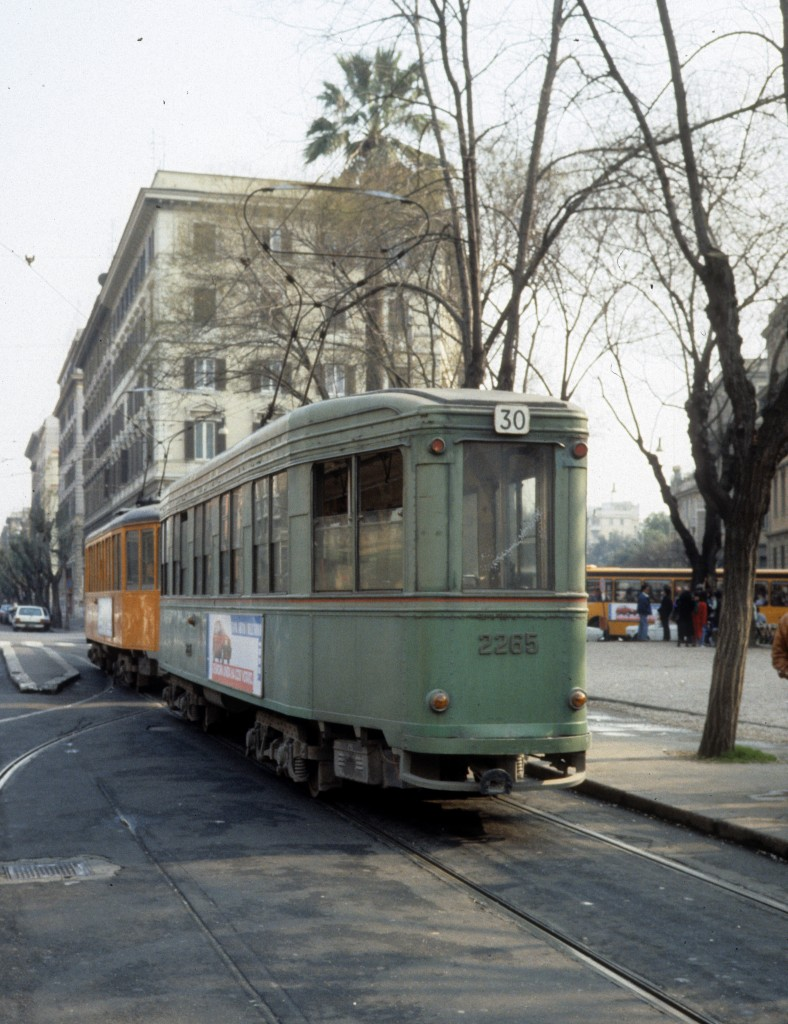
Sempre la 2265, sulla linea 30 a piazza Risorgimento con i finestrini cambiati e la livrea verde Roma '71.

Ancora una volta, dopo l'apertura all'esercizio della linea 30 nel 1975, l'ATAC si trovò a corto di tram: la 2265 fu quindi sottoposta ad una seconda ricostruzione, soprattutto al fine di migliorare l'abitabilità del posto di guida.
Le due piattaforme furono completamente ricostruite, mentre il resto della cassa fu modificato nei finestrini che, seppure sempre in numero di cinque abbastanza distanziati l'uno dall'altro, divennero di tipo pressoché normale: la nuova 2265 entrò in servizio nel 1977 e poté finalmente essere utilizzata come le altre vetture MRS.
Negli anni successivi è stata riverniciata nel prescritto "arancio ministeriale" ed anche in questa livrea è stata immortalata.

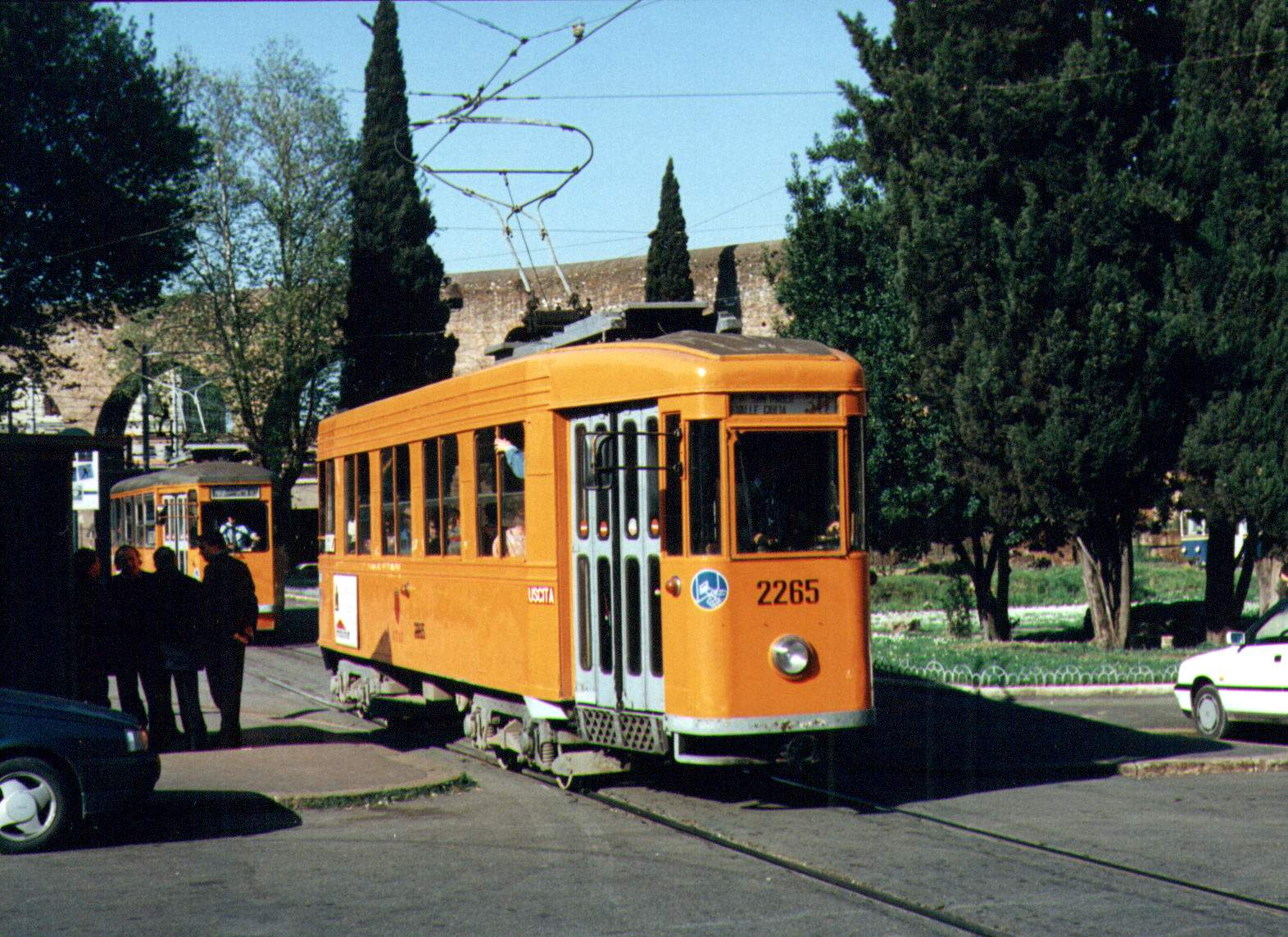
la 2265 sul 30 barrato

Ha circolato assiduamente fino al 1996 ed è stata demolita nel 2000, dopo qualche anno di accantonamento vicino ad altri tram storici ATAC.

## Nota
La disposizione interna dei posti stile alveare fu probabilmente di derivazione americana. La "Long Island RailRoad" ha infatti avuto in dotazione a partire dagli anni trenta una serie di elettromotrici e rimorchiate a due piani la cui disposizione interna dei sedili assomiglia molto a quella delle 2P.1; l'unica differenza stava nel fatto che l'altezza del corridoio centrale era "a metà" tra i sedili inferiori e quelli superiori; in questo modo per accedere ai sedili superiori era necessario salire, mentre per quelli inferiori era necessario scendere alcuni gradini.